# Azari-Stil

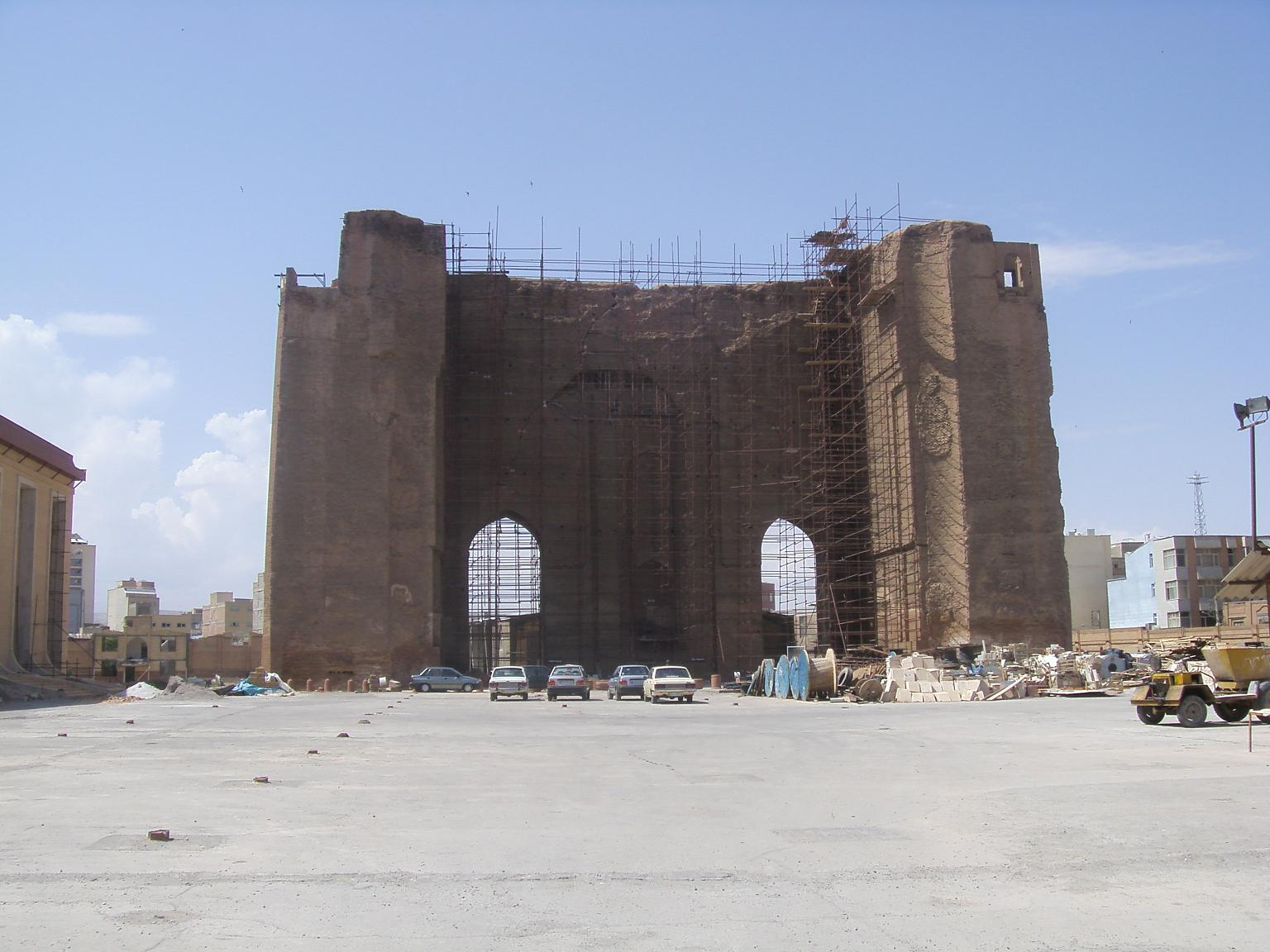
Arg-e Täbris

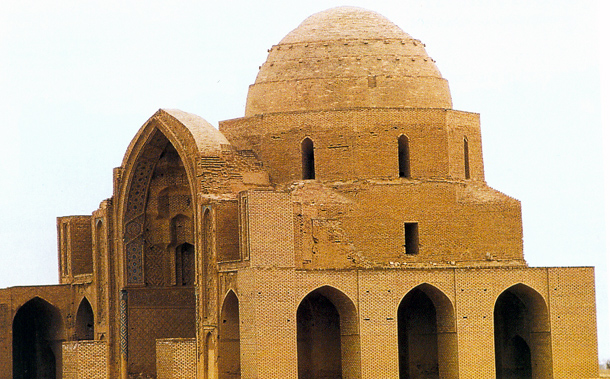
Freitagsmoschee von Waramin

Der Azari-Stil (persisch سبک آذری sabk-e āzarī) ist ein traditioneller iranischer Architekturstil. In der zeitlichen Reihenfolge ist er der fünfte iranische Architekturstil nach dem Parssi-, Parti-, Chorassani- und Razi-Stil. Wie der Parssi- und Esfahani-Stil (der sechste und letzte traditionelle iranische Architekturstil) stammt der Azari-Stil aus Aserbaidschan und wurde in die anderen Gebiete Irans verbreitet.
Diese Art zu bauen stammt aus der Ilchane-Ära und lebte durch die Ära der Timuriden bis zum Anfang der Safawiden-Zeit.
Die wichtigsten Bauten für den Azari-Stil:
- Arg-e Täbris
- Bibi-Chanum-Moschee
- Freitagsmoschee von Waramin
- Freitagsmoschee von Yazd
- Goharschad-Moschee
- Gur-Emir-Mausoleum
- Kabud-Moschee
- Amir-Tschachmagh-Moschee
- Öldscheitü-Mausoleum